# Antechinus bellus
Antechinus bellus är en pungdjursart som först beskrevs av Oldfield Thomas 1904. Antechinus bellus ingår i släktet pungspetsekorrar och familjen rovpungdjur. IUCN kategoriserar arten globalt som sårbar. Inga underarter finns listade.
Artepitetet i det vetenskapliga namnet är det latinska ordet bellus (stilig/vacker).
Pungdjuret förekommer i norra Australien och på några mindre öar i samma region. Habitatet utgörs av tropiska regnskogar och andra områden med träd.